# Sotho jezici
Sotho jezici, naziv za skupinu nigersko-kongoanskih jezika iz južne Afrike, koja čini dio šire skupine Sotho-Tswana (S.30), centralna skupina pravih bantu jezika.
Obuhvaća četiri jezika i sastoji se od sjeverne i južne podskupine i jezika birwa [brl] iz Bocvane. Sjevernu podskupinu čine jezici Ndebele [nbl] i sjeverni sotho [nso] iz Južnoafričke Republike, a južnu južni sotho [sot] iz Lesota. Ukupan broj govornika iznosi oko 10.780.000, od kojih na birwa otpada svega 15.000.

## Vanjske poveznice
- Ethnologue (14th)
- Ethnologue (15th)